# بصريات نشيطة

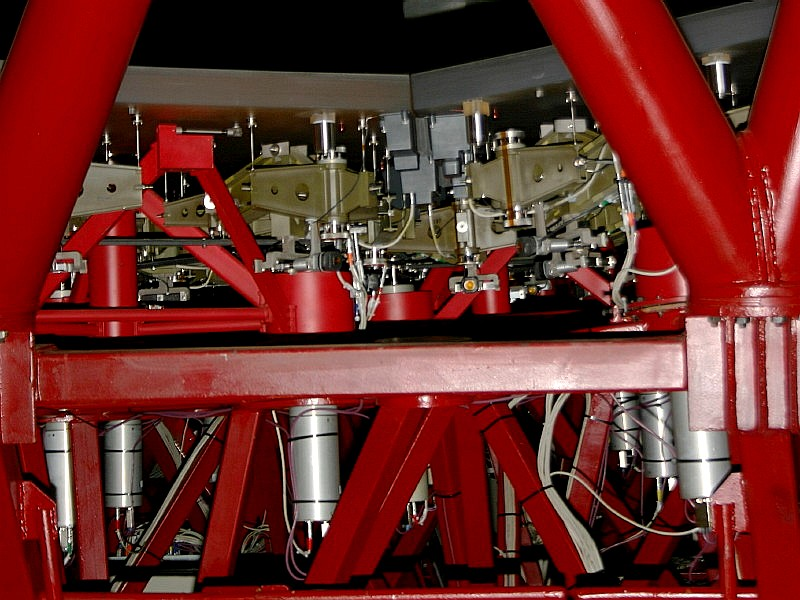
عاملات البصريات النشيطة في تلسكوب جران كاناريس Gran Telescopio Canarias.

البصريات النشيطة (بالإنجليزية: active optics)‏ في الفلك، هي مرايا المراصد من أجل تعديل انحناء المرآة عند تغيير وضعها وميلها .
يبنى المرصد الفلكي بمرآة كبيرة رئيسية من أجل تجميع ضوءا كافيا يمكن من الحصول على صورة واضحة للأجرام السماوية. ولهذا يستخدم بعض أنواع الزجاج السيراميكي تتميز بمعامل تمدد حراري صغير، والخفة بحيث تسمح بتكوين مرآة رقيقة وخفيفة . فينتج عن ذلك أن تكفقد المرآة بعضا من توازنها ويتغير شكله عند تغيير وضعها بسبب وزنها الكبير، وينتج عن ذلك صورا غير متباينة (غير كاملة الوضوح).
ولتصحيح الصور الغير مضبوطة ترتكز المرآة على عاملات كالمكابس الصغير، وبحسب وحدة تحكم يمكن رفع أو خفض وحدات من المكابس الصغيرة بحيث تعادل الاختلافات الحادثة في انحناء سطح المرآة، أي عن طريق تلك المكابس الصغيرة يمكن تعديل شكل المرآة إلى الحد الأمثل فتكون صورة الجرم السماوي واضحة.

## استخدامها
استخدمت البصريات النشيطة في المرصد الأوروبي الجنوبي (ايسو) لأول مرة، وكذلك في مرصد كيك الأمريكي وفي الأربعة تلسكوبات التلسكوب العظيم VLT والمرصد ثنائي المرايا الكبير وتلسكوب جران كناريس .
وبينما تصحح البصريات النشيطة التغيرات في شكل المرآة الناشئة عن وزنها ودرجة ميلها بطريقة بطيئة نسبيا، تقوم البصريات المكيفة بتصحح الخلخلة الناشئة عن الجو، من اختلافات في درجة الحرارة في الطبقات العليا والريح وغيرها، بطريقة سريعة . وتستعمل المكابس الصغيرة في البصريات المكيفة مع مرآة ثانوية وليست مع المرآة الرئيسية .
Siehe auch: Adaptive Tragwerke

## وصلات خارجية
- Artikel über Aktive Optik der ESO (engl.; PDF-Datei; 1,80 MB)

## اقرأ أيضا
- بصريات مكيفة
- المرصد الأوروبي الجنوبي
- مقراب
- مقراب جيمس ويب الفضائي
- مرصد ديناميكا الشمس
- مرصد كيك
- مرصد سوبارو
- مرصد مونا كيا
- تلسكوب المسح الفلكي VLT